# Франклін Тауншип (округ Карбон, Пенсільванія)
Франклін Тауншип (англ. Franklin Township) — селище (англ. township) в США, в окрузі Карбон штату Пенсільванія. Населення — 4356 осіб (2020).

## Демографія
Згідно з переписом 2010 року, у селищі мешкали 4262 особи в 1698 домогосподарствах у складі 1255 родин. Було 1873 помешкання
Расовий склад населення:
| - 98,1 % — білих - 0,4 % — чорних або афроамериканців - 0,3 % — азіатів - 0,1 % — корінних американців |

До двох чи більше рас належало 0,8 %. Частка іспаномовних становила 0,8 % від усіх жителів.
За віковим діапазоном населення розподілялося таким чином: 19,6 % — особи молодші 18 років, 63,7 % — особи у віці 18—64 років, 16,7 % — особи у віці 65 років та старші. Медіана віку мешканця становила 44,3 року. На 100 осіб жіночої статі у селищі припадало 101,9 чоловіків;  на 100 жінок у віці від 18 років та старших — 100,1 чоловіків також старших 18 років.
Середній дохід на одне домашнє господарство  становив 73 833 долари США (медіана — 61 902), а середній дохід на одну сім'ю — 79 350 доларів (медіана — 68 011). Медіана доходів становила 58 909 доларів для чоловіків та 37 382 долари для жінок. За межею бідності перебувало 7,0 % осіб, у тому числі 11,1 % дітей у віці до 18 років та 1,8 % осіб у віці 65 років та старших.
Цивільне працевлаштоване населення становило 2044 особи. Основні галузі зайнятості: освіта, охорона здоров'я та соціальна допомога — 20,7 %, виробництво — 15,7 %, транспорт — 15,6 %.